# Proud Flesh
Proud Flesh (bra: Jornada Romântica; prt: Orgulho Vencido) é um filme mudo estadunidense de 1925, do gênero comédia romântica, dirigido por King Vidor, e estrelado por Eleanor Boardman, Pat O'Malley e Harrison Ford como três pessoas em um triângulo amoroso. O roteiro de Harry Behn e Agnes Christine Johnston foi baseado no romance homônimo de 1924, de Lawrence Irving Rising.

## Sinopse
Depois de se tornar órfã devido ao sismo de São Francisco, Fernanda (Eleanor Boardman) é adotada por parentes próximos e criada como uma dama na Espanha. Quando menina, ela era cortejada por Don Jaime (Harrison Ford), mas o rejeita e vai morar com outros parentes pouco sofisticados na Califórnia. Lá, ela se apaixona por um jovem fabricante de banheiras, Pat (Pat O'Malley).

## Elenco
- Eleanor Boardman como Fernanda
- Pat O'Malley como Pat O'Malley
- Harrison Ford como Don Jaime
- Trixie Friganza como Sra. McKee
- William J. Kelly como Sr. McKee
- Rosita Marstini como Vicente
- Sōjin Kamiyama como Wong
- Evelyn Sherman como Tia Espanhola
- George Nichols como Tio Espanhol
- Margaret Seddon como Sra. O'Malley
- Lillian Elliott como Sra. Casey
- Priscilla Bonner como Garota de São Francisco
- Joan Crawford como Convidada em Festa (não-creditada)

## Recepção
Mordaunt Hall, em sua crítica para o The New York Times, chamou o filme de "um entretenimento brilhante no qual há um leve toque de interesse do coração e muita diversão".

## Tema
Vidor fez este filme, o último de um ciclo de quatro filmes, nos anos que se seguiram à Primeira Guerra Mundial. A visão isolacionista de muitos estadunidenses em relação à Europa devastada pela guerra levou Vidor a localizar as fontes de "experimentação sexual e triângulos conjugais" e outras infidelidades sociais da Era do Jazz no Velho Mundo. As maneiras europeias decadentes foram contrastadas com as virtudes fundamentalmente de bom senso que Vidor acreditava que prevaleceriam nos Estados Unidos.